# Periaktos

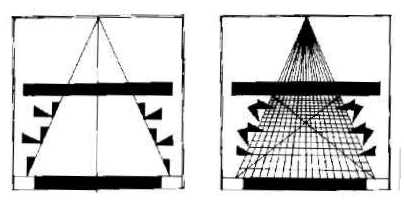
Esempio di utilizzo dei periaktoi su un palcoscenico moderno, da Architectura recreationis, di Joseph Fürttenbach

Il periaktos era una macchina scenica utilizzata nel teatro greco e nel teatro latino (dove era chiamata trìgoni versàtiles), poi ripresa in varie epoche. Il plurale del termine è periaktoi, più sovente utilizzato perché di solito se ne usavano due, e mai uno solo.
Il periaktos era costituito da un prisma triangolare ligneo montato su un perno centrale, che ne permetteva la rotazione, a sua volta inserito in una base presumibilmente di pietra. La loro posizione, non del tutto certa, era comunque ai lati della skené nel teatro greco, ubicazione conservata poi successivamente nei teatri latini.
I periaktoi sono descritti nel De architectura di Vitruvio. La loro funzione, sebbene controversa, era molto importante per due motivi: in primo luogo garantiva l'immediata riconoscibilità del genere teatrale che si stava rappresentando, dall'altra essi rappresentavano uno dei primi esempi di scenografia a scopo descrittivo della storia del teatro.
Dalle descrizioni di Vitruvio sembra infatti che sulle tre facciate del prisma fossero dipinte tre scene che richiamavano i tre generi teatrali greci: tragedia, commedia e dramma satiresco. La rotazione del prisma mostrava al pubblico il genere di ciò a cui stavano assistendo. Un'altra ipotesi è che sulle tre facce fossero invece disegnate scene di paesaggi di campagna o di città, a seconda della parodos vicino alla quale erano posti. I periaktoi erano forse provvisti di una nicchia nella quale poteva celarsi un attore.